# Old Bridge of Tilt

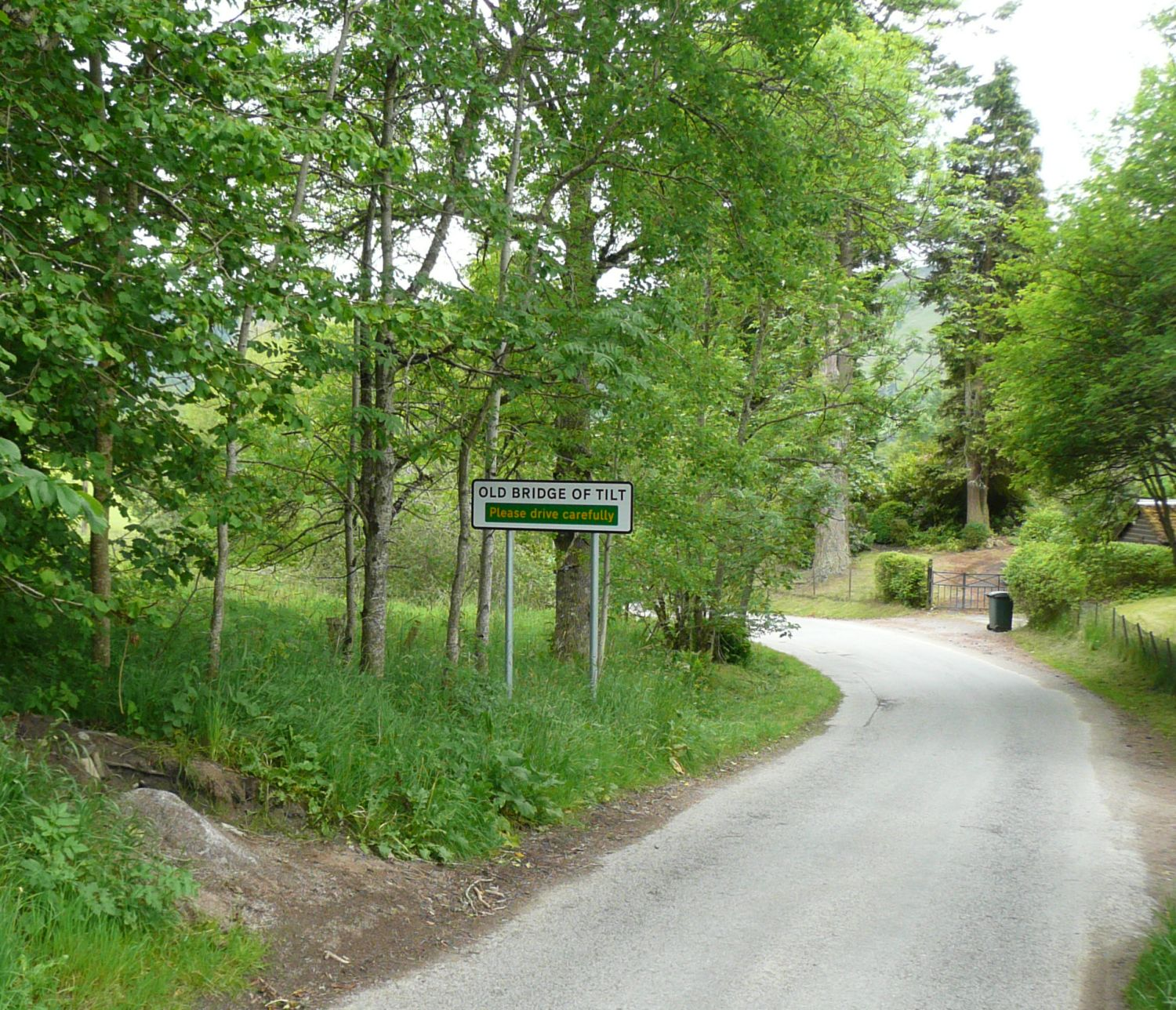
Zufahrtstraße mit Ortsschild

Old Bridge of Tilt ist eine Ortschaft, die im Norden von Schottland zwischen Inverness im Nordwesten und Perth im Südosten in der Region Perth and Kinross liegt. Im Rahmen der historischen Gliederung Schottlands in Civil Parishes zählt es zu Blair Atholl, das zu Perthshire gehörte.

## Geographie
Old Bridge of Tilt liegt am östlichen, linken Ufer des Unterlaufes des Flusses Tilt, kurz vor dessen Mündung in den Garry. Etwa einen Kilometer weiter im Süden befindet sich mit Bridge of Tilt eine weitere Ortschaft, die sich namentlich auf eine Brücke über den Tilt bezieht. Der Ort hat keine hervorgehobene Bedeutung, seine Umgebung ist eher ländlich geprägt.

## Verkehr
Verkehrstechnisch zu erreichen ist Old Bridge of Tilt über Nebenstraßen von benachbarten Ortschaften aus. Nächstgrößere ist das im Südwesten liegende Blair Atholl. Die auf das gegenüberliegende Ufer des Tilts führende Brücke geht auf ein Bauwerk zurück, mit dem in den 1720er Jahren George Wade militärische Truppen nach Norden bewegen wollte.

## Historisch Bedeutsames
Unter Denkmalschutz steht im Ort die Darre des Atholl Bank Cottage.